# 주노상
주노상(Juno Awards)은 캐나다의 음악계에서 권위있는 음악상이다. 이 상은 CBC가 1975년에 처음으로 텔레비전에 방송하였다.

## 주요 수상 부문
- 올해의 원주민 리코딩 (Aboriginal Recording of the Year)
- 올해의 앨범 (Album of the Year)
- 올해의 얼터너티브 앨범 (Alternative Album of the Year)
- 올해의 우수 가수 (Artist of the Year)
- 올해의 블루스 앨범 (Blues Album of the Year)
- 올해의 CD/DVD 도판 디자인 (CD/DVD Artwork Design of the Year)
- 올해의 어린이 앨범 (Children's Album of the Year)
- 올해의 댄스 리코딩 (Dance Recording of the Year)
- 올해의 프랑스어 앨범 (Francophone Album of the Year)
- 올해의 그룹 (Group of the Year)
- 올해의 기악 앨범 (Instrumental Album of the Year)
- 올해의 음악 DVD (Music DVD of the Year)
- 올해의 팝 앨범 (Pop Album of the Year)
- 올해의 록 앨범 (Rock Album of the Year)
- 올해의 작곡가 (Songwriter of the Year)
- 올해의 정통 재즈 앨범 (Traditional Jazz Album of the Year)
- 올해의 재즈 노래 앨범 (Vocal Jazz Album of the Year)
- 올해의 뮤직 비디오 (Video of the Year)

## 같이 보기
- 분류:캐나다의 록 밴드
- 분류:캐나다의 음악 그룹
- 분류:캐나다의 음반사